# 石華杰
石華杰（1966年1月－），男，汉族，河南新郑人。中共党員，中华人民共和国政治人物、军事人物，中国人民解放军少将。现任中共山东省委常委，山东省军区司令员。

## 生平
歷任西藏自治區政協委員、武警青海总队玉树支队支队长，武警西藏总队副司令员等职。2010年玉树地震发生后，时任玉树支队支队长的他率领着第一支救灾部队进入灾区，荣立一等功。
2024年5月，自武警系统调任中国人民解放军山东省军区司令员。2025年3月，任中共山东省委常委。